# Abbott-papyrus

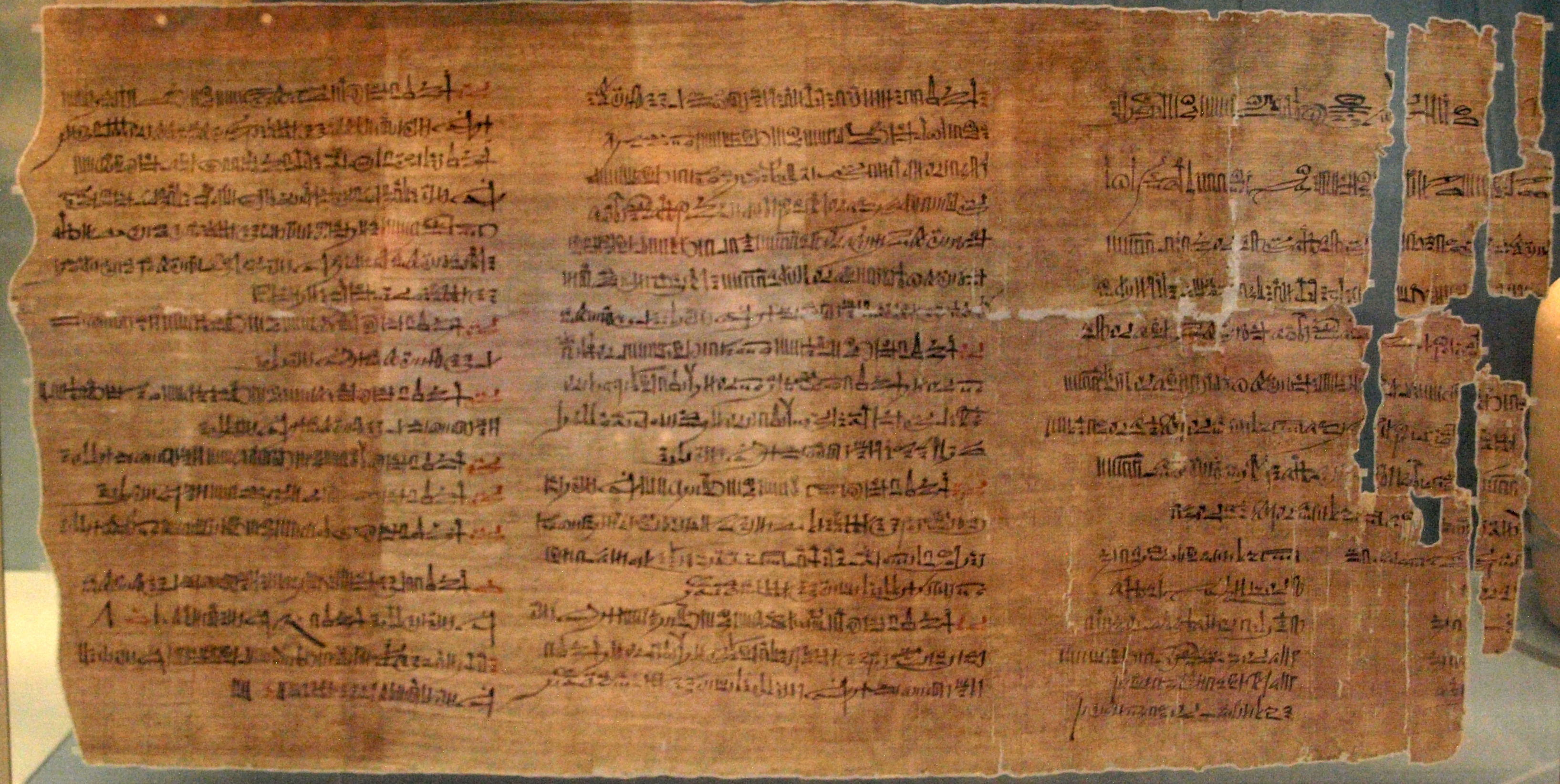
De Abbott-papyrus

De Abbott-papyrus is een papyrusrol uit het 16e regeringsjaar van Ramses IX uit de 20e dynastie van Egypte van het Nieuwe Rijk. Hij is 2,18 m lang en 42,5 cm breed en vermeldt feiten over grafroof.
De rol werd in 1857 aangekocht door de Brit Henry William Charles Abbott in Caïro. De rol bevindt zich vandaag de dag onder inventarisnummer EA10221 in het British Museum te Londen.